# رئيس العمليات البحرية (الولايات المتحدة)
رئيس العمليات البحرية (سجلة: CNO) هو الأمير البحري من فئة أربع نجوم في القوات البحرية للولايات المتحدة، وهو أكبر ضابط بالزي الرسمي يكلف بالعمل في بالوزارة البحرية. المكتب هو المستشار العسكري ونائب وزير البحرية. بصفة مستقلة بوصفه عضوا في هيئة الأركان المشتركة هو المستشار العسكري لمجلس الأمن القومي، ومجلس الأمن الداخلي، وزير الدفاع، ورئيس الجمهورية. ورئيس العمليات البحرية هو عادة الضابط الأعلى رتبة في الخدمة النشطة في البحرية الأمريكية والرئيس الحالي للعمليات البحرية هو الأدميرال جون ريتشاردسون.

## التعيين والرتبة والمسؤوليات
عادةً ما يكون رئيس العمليات البحرية (سي إن أو) الضابط الأعلى رتبةً بين المؤدين للخدمة الفعلية في البحرية الأمريكية، إلا في حال كان رئيس هيئة الأركان المشتركة و/أو نائبه من ضباط البحرية. يتولى الرئيس ترشيح شخص ليعين في منصب رئيس العمليات البحرية لولاية مدتها أربع سنوات، وينبغي على مجلس الشيوخ الموافقة عليه. أحد متطلبات تقلد منصب رئيس العمليات البحرية هو التمتع بخبرة كبيرة في عمليات التكليف المشتركة، والتي تشمل، على الأقل، مدة خدمة كاملة في عمليات التكليف المشتركة كضابط راية. ومع ذلك، يحق للرئيس التنازل عن هذه المتطلبات في حال ارتأى أن تعيين الضابط سيصب في المصلحة الوطنية. أمكن إعادة تعيين رئيس العمليات لولاية إضافية واحدة، ولكن فقط خلال أوقات الحرب أو الطوارئ الوطنية التي يعلنها الكونغرس. ينص القانون على تعيين رئيس العمليات في رتبة أدميرال بأربع نجوم.
تنص المادة رقم 8035 من الباب العاشر في قانون الولايات المتحدة على تولي نائب رئيس العمليات البحرية مهام رئيس العمليات البحرية في حال شغور منصب رئيس العمليات البحرية أو خلال غياب أو عجز رئيس العمليات البحرية، وما لم يوجه الرئيس بخلاف ذلك، وذلك حتى يعين خليفةً أو تنتهي حالة الغياب أو العجز.

### وزارة البحرية
كذلك يقع على عاتق رئيس العمليات تأدية كافة المهام الأخرى المنصوص عليها في المادة رقم 8033 من الباب العاشر في قانون الولايات المتحدة، على غرار ترؤس مكتب رئيس العمليات البحرية (أو بّي إن إيه في)، وممارسة الرقابة على المنظمات التابعة للبحرية، وغير ذلك من المهام الأخرى التي يكلفه بها الوزير أو هيئة شرعية عليا، أو أن يفوض رئيس العمليات تلك المهام والمسؤوليات إلى ضباط آخرين في مكتب رئيس العمليات أو في منظمات أدنى.
كذلك يتولى رئيس العمليات البحرية، بالإنابة عن وزير البحرية، تعيين الموظفين العاملين في البحرية وأفراد القوات البحرية المتاحين لقادة القيادات القتالية الموحدة، وذلك بموافقة وزير الدفاع.

### هيئة الأركان المشتركة
يعد رئيس العمليات البحرية عضوًا في هيئة الأركان المشتركة بموجب ما تنص عليه المادة 8033 والمادة 151 من الباب العاشر في قانون الولايات المتحدة، ومثله في ذلك مثل الأعضاء الآخرين في هيئة الأركان المشتركة، فإن منصب رئيس العمليات البحرية هو منصب إداري، لا يتمتع بسلطة قيادة تشغيلية على قوات البحرية الأمريكية.
بوسع أعضاء هيئة الأركان المشتركة، بصفتهم مستشارين عسكريين، أن يقدموا المشورة للرئيس، أو مجلس الأمن القومي (إن إس سي)، أو وزير الدفاع (إس إي سي دي إي إف) بصورة فردية أو جماعية، بخصوص مسألة معينة حين يطلب الرئيس، أو مجلس الأمن القومي، أو وزير الدفاع هذه المشورة. ويمكن لأعضاء هيئة الأركان المشتركة (عدا رئيس هيئة الأركان المشتركة) تقديم مشورة أو رأي مخالف، أو نصيحة أو رأي للرئيس، وذلك بالإضافة إلى النصيحة التي يعرضها رئيس العمليات على رئيس البلاد أو مجلس الأمن القومي أو وزارة الدفاع.
تعد رئيس العمليات البحرية مسؤولة أمام وزير الدفاع بصورة مباشرة عند أداء واجباتها في هيئة الأركان المشتركة، ولكن يتعين عليها إبقاء وزير البحرية على اطلاع كامل بالعمليات العسكرية الهامة التي تؤثر على واجبات ومسؤوليات وزير البحرية، ما لم يصدر وزير الدفاع أوامر بخلاف ذلك.

## لمحة تاريخية

### المحاولات المبكرة ومساعد العمليات البحرية (1900 - 1915)
في عام 1900، تركزت السلطة الإدارية والتشغيلية للبحرية في يد وزير البحرية ورؤساء المكتب، في حين تمتع المجلس العام بسلطات استشارية فقط. كان تشارلز جيه بونابرت، وهو وزير البحرية خلال الفترة من عام 1905 حتى عام 1906، والعقيد ريغينالد ر. بلكناب، والأدميرال المستقبلي ويليام سيمز، من بين المنتقدين لعدم وجود سلطة قيادية عسكرية.

ذكر اللواء البحري جورج أ. كونفيرز، وهو قائد مكتب الملاحة (بوناف) خلال الفترة من عام 1905 حتى عام 1906:
«مع كل عام يمضي، تصبح الحاجة واضحة على نحو مرير لإيجاد سلطة إدارية عسكرية تتبع للوزير ويقع على عاتقها مباشرة وتوجيه الخطوات اللازمة لتنفيذ سياسة الوزارة، وتنسيق عمل المكاتب وتوجيه طاقاتهم نحو إعداد الأسطول إعدادًا فعالًا للحرب».
بيد أن الكونغرس عارض محاولات إعادة التنظيم بسبب وجود مخاوف من إنشاء هيئة أركان عامة على الطراز البروسي وزيادة صلاحيات وزير البحرية من دون قصد، وهو ما قد يؤدي إلى الإخلال بالسلطة التشريعية. كان عضو مجلس الشيوخ يوجين هيل، رئيس لجنة الشؤون البحرية في مجلس الشيوخ، يمقت الإصلاحيين من أمثال سيمز، وظل يعارض محاولات طرح هكذا أفكار للنقاش.
أعلن جورج فون لينغيرك ماير، وزير البحرية خلال عهد ويليام هوارد تافت، عن تنفيذ نظام مؤلف من «مساعدين» بتاريخ 18 نوفمبر عام 1909. كان هؤلاء المساعدين يفتقرون إلى السلطة القيادية، إذ كانوا يعملون كمستشارين رئيسيين لوزير البحرية. اعتبر ماير منصب مساعد العمليات المنصب الأكثر أهمية، إذ وقع على عاتقه تكريس «كل انتباهه ودراسته لعمليات الأسطول»، ووضع أوامر لتحركات السفن بناءً على مشورة المجلس العام وبموافقة الوزير خلال أوقات الحرب أو الطوارئ.
ساهمت نجاحات العميد البحري ريتشارد وينرايت، وهو أول مساعد عمليات يعمل لدى ماير، في قرار الأخير بجعل ثالث مساعد عمليات يعمل لديه ألا وهو العميد البحري برادلي أ. فيسك، مستشاره الرئيسي الفعلي بتاريخ 10 فبراير عام 1913. احتفظ فيسك بمنصبه خلال عهد خليفة ماير، جوزيفوس دانيلز، ليصبح أبرز مؤيد لما سيصبح مكتب رئيس العمليات البحرية.

### إنشاء منصب رئيس العمليات البحرية (1915)
في عام 1914، كان فيسك، الذي شعر بالإحباط من موقف دانيلز المتردد من رأيه حول عدم جاهزية البحرية لاحتمالية دخول الحرب العالمية الأولى، قد تجاوز الوزير للتعاون مع النائب ريتشموند بّي. هوبسون، وهو أدميرال بحري متقاعد، لوضع مسودة تشريع تنص على استحداث منصب «رئيس العمليات البحرية». صوتت لجنة هوبسون الفرعية لصالح الاقتراح الأولي (والذي نسب إلى هوبسون بهدف إخفاء دور فيسك) بالإجماع بتاريخ 4 يناير عام 1915. وصوتت عليه اللجنة الكاملة للشؤون البحرية في مجلس النواب في يوم 6 يناير.

### مكتب رئيس العمليات البحرية
يشرف رئيس العمليات البحرية على الموظفين العاملين في البحرية، المعروفين رسميًا بمكتب رئيس العمليات البحرية (أو بّي إن إيه في). يعد مكتب رئيس العمليات البحرية منظمة قانونية ضمن الشق التنفيذي من وزارة البحرية، وتهدف إلى تأمين المساعدة المهنية لوزير البحرية ورئيس العمليات البحرية للقيام بمسؤولياتهم.
يعد مدير الموظفين العاملين في البحرية (دي إن إس)، الواقع تحت سلطة رئيس العمليات، مسؤولًا عن الإدارة اليومية للموظفين العاملين في البحرية وتنسيق أنشطة نواب رؤساء العمليات البحرية، الذين يرفعون تقاريرهم إلى رئيس العمليات بصورة مباشرة. كان المكتب يعرف في السابق باسم مساعد نائب رئيس العمليات البحرية (إيه في سي إن أو) حتى عام 1996، عندما أمر رئيس العمليات البحرية جيريمي بوردا بإعادة تسميته ليحمل اسمه الحالي. كان يشترط أن يشغل هذا المنصب نائب أدميرالي بثلاث نجوم في السابق، ولكن أصبح منصبًا مدنيًا في عام 2018. يشغل أندرو س. هاوبتل المنصب حاليًا، وهو عقيد متقاعد في سلاح مشاة البحرية.